# Mary Astor
Mary Astor (rodným jménem Lucile Vasconcellos Langhanke; 3. května 1906 Quincy – 25. září 1987 Los Angeles) byla americká herečka.

## Život

### Mládí a kariéra
Pocházela z německo-portugalské rodiny, otec se narodil v Německu a později se stal naturalizovaným americkým občanem, matka se narodila v USA do portugalské rodiny; oba rodiče byli učitelé.
Debutovala ve čtrnácti letech rolí v němém filmu Sentimental Tommy. V následujících letech hrála v desítkách dalších němých filmů, s nástupem zvukových však na několik měsíců přišla kvůli příliš hlubokému hlasu o práci. Nakonec však uspěla i ve zvukových filmech, hrála například ve snímcích Zajatec na Zendě (1937), Maltézský sokol (1941), Dobrodružství v Panamě (1942) a Násilný čin (1948).
Od padesátých let hrála převážně v televizních seriálech. Svou hereckou kariéru uzavřela malou rolí ve filmu Sladká Charlotte (1964). Za svou vedlejší roli ve filmu The Great Lie (1942) získala Oscara. Má hvězdu na Hollywoodském chodníku slávy.

### Osobní život
Jejím prvním manželem byl od roku 1928 filmař Kenneth Hawks, který v roce 1930 zahynul při letecké nehodě během natáčení leteckých scén. V letech 1931 až 1935 byl jejím manželem lékař Franklyn Thorpe, v letech 1936 až 1941 filmový stříhač Manuel del Campo a v letech 1945 až 1955 makléř Thomas Gordon Wheelock.
Zemřela na rozedmu plic v kalifornském Woodland Hills ve věku 81 let.